# Jacqueline Boyer
Jacqueline Boyer, nacida como Eliane Ducos, (París, 23 de abril de 1941) es una cantante francesa, hija de Jacques Pills y de Lucienne Boyer.
En 1960, ganó Festival de la Canción de Eurovisión para ese año en representación de Francia interpretando "Tom Pillibi", con música de André Popp y letra de Pierre Cour. Hizo una gran carrera en Alemania, donde grabó dos álbumes en alemán, volviendo allí cada año de manera regular y apareciendo en distintas emisiones de televisión. Posteriormente, realizó distintas giras en Japón, Inglaterra y los Estados Unidos junto a Charles Aznavour. 
En 1970, apareció junto a Charles Trénet en el Olympia. Tiempo después, víctima de un grave accidente tuvo que dejar durante algunos años de cantar y, en 1979, partió para los Estados Unidos volviendo dos años después transformada en una mujer de cabellos cortos y peinados a modo de leona y con un destacado estilo americano en su manera de vestir. En su equipaje llevaba un álbum en inglés titulado Enrolla, enrolla, enrolla grabado por su persona, el cual también salió a la venta en Francia. Poco después, efectuó una gira bajo el pseudónimo de Barbara Benton e interpretó la canción "Life is new" aunque sin demasiado éxito. En 2005, abandonó la ciudad de Neuilly, donde vivía, y se instaló en el sector de Saint-Gaudens.

## Filmografía
- Caravan.
- Das Rätsel der grünen Spinne.
- Gauner-Serenade.
- Der Nächste Urlaub kommt bestimmt.
- Diabolo menthe.